# Marechal de França

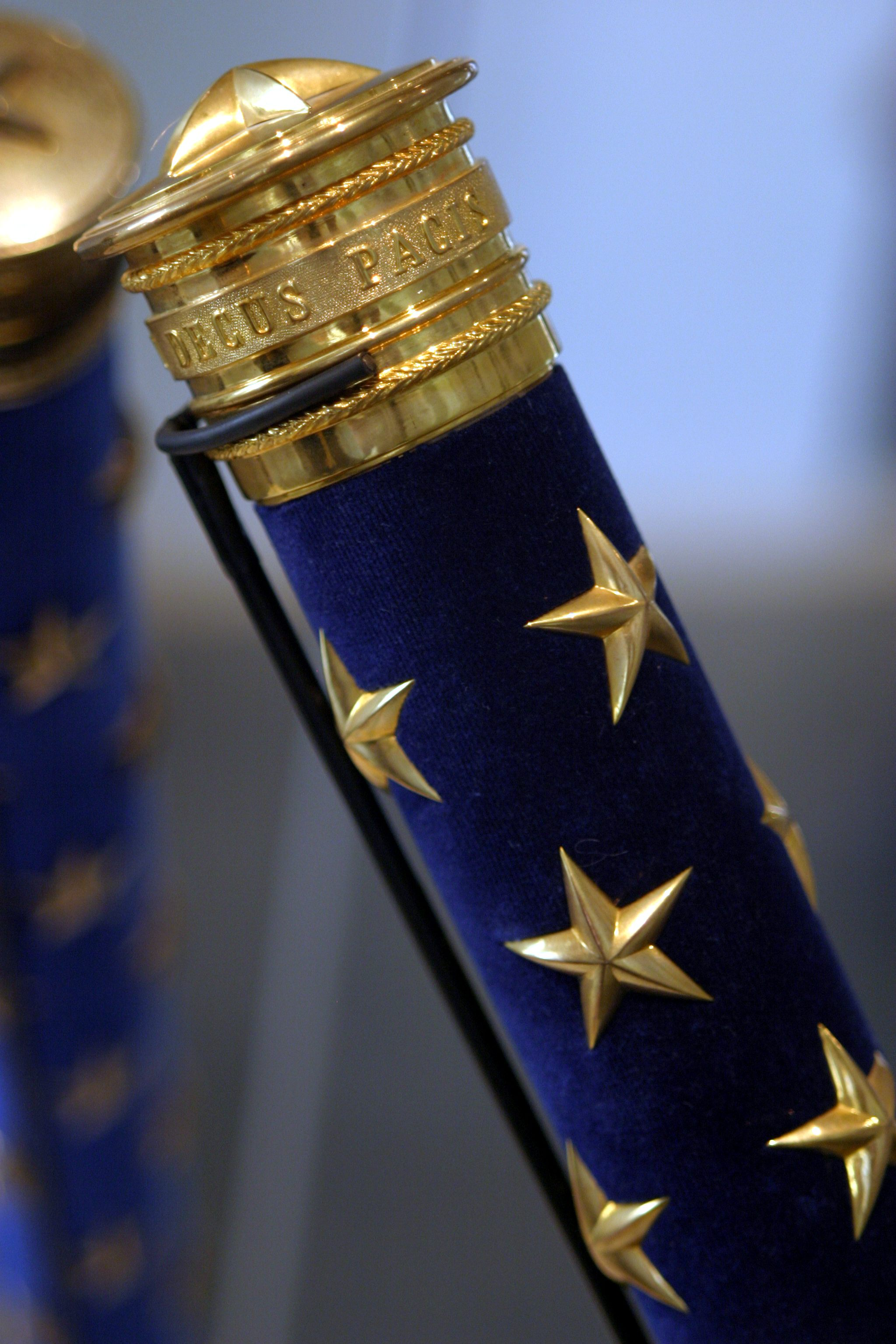
Bastonete moderno de Marechal de França

Marechal da França (francês: Maréchal de France) era o título dado em França ao mais Alto Comandante das Forças Armadas Reais. Era um título simultaneamente militar e honorífico. Seis "Marechais de França" receberam um título ainda maior, Marechal-General da França: Biron, Lesdiguières, Turenne, Villars, Maurício da Saxônia e Soult.
Até à Revolução Francesa, a designação do título era "Marechal da França". Com a Revolução, foram abolidas várias designações do Antigo Regime. Em 1804, o Senado-Consulado de 18 de Maio de 1804, recupera o título sob a designação de "Marechal do Império", e atribuí-o a 14 Generais e 4 Senadores, por recompensa pelo seu talento e serviços prestados. No entanto, para não ultrapassar o número máximo de 16 Marechais em atividade, alguns deles prescindem do título. Apenas em 1809: Louis-Alexandre Berthier virou Vice-Condestável do Império, Jean-Baptiste Jourdan foi nomeado Chefe de Estado-Maior, Joaquim Murat foi nomeado Rei de Nápoles e Jean Lannes morreu. No ano seguinte, João Batista Bernadotte foi eleito Príncipe Herdeiro da Suécia.

## Lista de Marechais

### Primeiro Império
| Marechal | Marechal                                                   | Nomeação                       | Nomeado por |
| -------- | ---------------------------------------------------------- | ------------------------------ | ----------- |
|          | Louis-Alexandre Berthier, Príncipe de Wagram e Neuchâtel   | 18 de maio de 1804             | Napoleão I  |
|          | Joaquim Murat, Rei de Nápoles                              | 18 de maio de 1804             | Napoleão I  |
|          | Bon-Adrien Jeannot de Moncey, Duque de Conegliano          | 18 de maio de 1804             | Napoleão I  |
|          | Jean-Baptiste Jourdan, Conde Jourdan                       | 18 de maio de 1804             | Napoleão I  |
|          | André Masséna, Príncipe de Essling                         | 18 de maio de 1804             | Napoleão I  |
|          | Pierre Augereau, Duque de Castiglione                      | 18 de maio de 1804             | Napoleão I  |
|          | Jean-Baptiste Bernadotte, Príncipe de Pontecorvo           | 18 de maio de 1804             | Napoleão I  |
|          | Guillaume Brune, Conde Brune                               | 18 de maio de 1804             | Napoleão I  |
|          | Nicolas Jean de Dieu Soult, Duque de Dalmácia              | 18 de maio de 1804             | Napoleão I  |
|          | Jean Lannes, Príncipe de Siewierz                          | 18 de maio de 1804             | Napoleão I  |
|          | Édouard Mortier, Duque de Treviso                          | 18 de maio de 1804             | Napoleão I  |
|          | Michel Ney, Príncipe de la Moskowa                         | 18 de maio de 1804             | Napoleão I  |
|          | Louis-Nicolas Davout, Príncipe de Eckmühl                  | 18 de maio de 1804             | Napoleão I  |
|          | Jean-Baptiste Bessières, Duque de Ístria                   | 18 de maio de 1804             | Napoleão I  |
|          | François Christophe de Kellermann, Duque de Valmy          | 18 de maio de 1804 (honorário) | Napoleão I  |
|          | François Joseph Lefebvre, Duque de Danzig                  | 18 de maio de 1804 (honorário) | Napoleão I  |
|          | Catherine-Dominique de Pérignon, Marquês de Granada        | 18 de maio de 1804 (honorário) | Napoleão I  |
|          | Jean Sérurier, Conde Sérurier                              | 18 de maio de 1804 (honorário) | Napoleão I  |
|          | Claude Victor-Perrin, Duque de Belluno                     | 1807                           | Napoleão I  |
|          | Jacques MacDonald, Duque de Tarento                        | 6 de julho de 1809             | Napoleão I  |
|          | Nicolas Charles Oudinot, Duque de Reggio                   | 1809                           | Napoleão I  |
|          | Auguste de Marmont, Duque de Ragusa                        | 1809                           | Napoleão I  |
|          | Louis-Gabriel Suchet, Duque de Albufera                    | 8 de julho de 1811             | Napoleão I  |
|          | Laurent de Gouvion Saint-Cyr, Marquês de Gouvion Saint-Cyr | novembro de 1813               | Napoleão I  |
|          | Józef Antoni Poniatowski                                   | 16 de outubro de 1813          | Napoleão I  |
|          | Emmanuel de Grouchy, Marquês de Grouchy                    | 1815                           | Napoleão I  |

### Restauração Bourbon
| Marechal | Marechal                                                   | Nomeação            | Nomeado por |
| -------- | ---------------------------------------------------------- | ------------------- | ----------- |
|          | Georges Cadoudal                                           | 1814 (postumamente) | Luís XVIII  |
|          | Jean Victor Marie Moreau                                   | 1814 (postumamente) | Luís XVIII  |
|          | François-Henri de Franquetot de Coigny, Duque de Coigny    | 1816                | Luís XVIII  |
|          | Henri Jacques Guillaume Clarke, Duque de Feltre            | 1816                | Luís XVIII  |
|          | Pierre de Ruel, Marquês de Beurnonville                    | 1816                | Luís XVIII  |
|          | Charles du Houx, Marquês Vioménil                          | 1816                | Luís XVIII  |
|          | Jacques Law, Marquês de Lauriston                          | 1823                | Luís XVIII  |
|          | Gabriel Jean Joseph Molitor, Conde Molitor                 | 1823                | Luís XVIII  |
|          | Luís Aloísio, Príncipe de Hohenlohe-Waldenburg-Bartenstein | 1827                | Carlos X    |
|          | Nicolas Joseph Maison, Marquês Maison                      | 1829                | Carlos X    |
|          | Louis Auguste Victor de Ghaisne, Conde de Bourmont         | 1830                | Carlos X    |

### Monarquia de Julho
| Marechal | Marechal                                              | Nomeação           | Nomeado por   |
| -------- | ----------------------------------------------------- | ------------------ | ------------- |
|          | Étienne Maurice Gérard, Conde Gérard                  | 1830               | Luís Filipe I |
|          | Emmanuel de Grouchy, Marquês de Grouchy               | 1830               | Luís Filipe I |
|          | Bertrand Clausel, Conde Clausel                       | fevereiro de 1831  | Luís Filipe I |
|          | Georges Mouton, Conde de Lobau                        | 1831               | Luís Filipe I |
|          | Sylvain Charles Valée, Conde Valée                    | 1837               | Luís Filipe I |
|          | Horace François Sébastiani, Conde Sébastiani          | 1840               | Luís Filipe I |
|          | Jean-Baptiste Drouet, Conde d'Erlon                   | 9 de abril de 1943 | Luís Filipe I |
|          | Thomas Robert Bugeaud, Duque de Isly                  | 1843               | Luís Filipe I |
|          | Honoré Charles Reille, Conde Reille                   | 1847               | Luís Filipe I |
|          | Guillaume Dode de la Brunerie Visconde de la Brunerie | 1847               | Luís Filipe I |

### Segunda República
| Marechal | Marechal                                         | Nomeação | Nomeado por             |
| -------- | ------------------------------------------------ | -------- | ----------------------- |
|          | Jerônimo Bonaparte, Príncipe de Montfort         | 1850     | Luís Napoleão Bonaparte |
|          | Rémi Joseph Isidore Exelmans, Conde Exelmans     | 1851     | Luís Napoleão Bonaparte |
|          | Jean Isidore Harispe, Conde Harispe              | 1851     | Luís Napoleão Bonaparte |
|          | Jean-Baptiste Philibert Vaillant, Conde Vaillant | 1851     | Luís Napoleão Bonaparte |

### Segundo Império
| Marechal | Marechal                                                                     | Nomeação               | Nomeado por  |
| -------- | ---------------------------------------------------------------------------- | ---------------------- | ------------ |
|          | Jacques Leroy de Saint Arnaud                                                | dezembro de 1852       | Napoleão III |
|          | Bernard Pierre Magnan                                                        | dezembro de 1852       | Napoleão III |
|          | Boniface de Castellane, Conde de Castellane                                  | dezembro de 1852       | Napoleão III |
|          | Achille Baraguey d'Hilliers, Conde Baraguey d'Hilliers                       | 1854                   | Napoleão III |
|          | Aimable Pélissier, Duque de Malakoff                                         | 12 de setembro de 1855 | Napoleão III |
|          | Jacques Louis Randon, Conde Randon                                           | 1856                   | Napoleão III |
|          | François Certain de Canrobert                                                | 1856                   | Napoleão III |
|          | Pierre Bosquet                                                               | 1856                   | Napoleão III |
|          | Patrice de Mac-Mahon, Duque de Magenta                                       | 1859                   | Napoleão III |
|          | Auguste Regnaud de Saint-Jean d'Angély, Conde Regnaud de Saint-Jean d'Angély | 1859                   | Napoleão III |
|          | Adolphe Niel                                                                 | 1859                   | Napoleão III |
|          | Philippe Antoine d'Ornano, Conde de Ornano                                   | 1861                   | Napoleão III |
|          | Frédéric Forey                                                               | 1863                   | Napoleão III |
|          | François Achille Bazaine                                                     | 5 de setembro de 1863  | Napoleão III |
|          | Edmond Le Bœuf                                                               | 1870                   | Napoleão III |

### Terceira República
| Marechal | Marechal                 | Nomeação                | Nomeado por         |
| -------- | ------------------------ | ----------------------- | ------------------- |
|          | Joseph Joffre            | 26 de dezembro de 1916  | Raymond Poincaré    |
|          | Ferdinand Foch           | 6 de agosto de 1918     | Raymond Poincaré    |
|          | Philippe Pétain          | 21 de novembro de 1918  | Raymond Poincaré    |
|          | Louis Franchet d'Espèrey | 19 de fevereiro de 1921 | Alexandre Millerand |
|          | Joseph Gallieni          | 1921 (postumamente)     | Alexandre Millerand |
|          | Hubert Lyautey           | 1921                    | Alexandre Millerand |
|          | Émile Fayolle            | 1921                    | Alexandre Millerand |
|          | Michel-Joseph Maunoury   | 1923 (postumamente)     | Alexandre Millerand |

### Quarta República
| Marechal | Marechal                         | Nomeação                             | Nomeado por    |
| -------- | -------------------------------- | ------------------------------------ | -------------- |
|          | Jean de Lattre de Tassigny       | 15 de janeiro de 1952 (postumamente) | Vincent Auriol |
|          | Alphonse Juin                    | maio de 1952                         | Vincent Auriol |
|          | Philippe Leclerc de Hauteclocque | 23 de agosto de 1952 (postumamente)  | Vincent Auriol |

### Quinta República
| Marechal | Marechal           | Nomeação                          | Nomeado por         |
| -------- | ------------------ | --------------------------------- | ------------------- |
|          | Marie-Pierre Kœnig | 6 de junho de 1984 (postumamente) | François Mitterrand |